# Ana Teodora Asen
Ana o Teodora Asen (en búlgaro: Анна-Теодора Асенина) fue una princesa búlgara del siglo xiii, hija del zar Iván Asen II de Bulgaria y de la princesa Irene Comneno de Epiro.
A través de su madre, Ana Teodora era nieta de Teodoro de Epiro. Ana Teodora se casó con el sebastocrátor Pedro antes de 1253. Tuvieron una hija, que se casó con el déspota Shishman de Vidin y fundó la rama de la dinastía Shishman Asen.
Ana Teodora fue la abuela del zar Miguel Shishman y bisabuela del zar Iván Esteban de Bulgaria, del zar Iván Alejandro de Bulgaria y de Helena de Bulgaria, la esposa del rey Esteban Dušan de Serbia.